# 篠房六郎
篠房 六郎（しのふさ ろくろう）は、日本の男性漫画家。東京都出身。武蔵野美術大学造形学部卒業。

## 来歴
大学在学中は漫画研究会に所属。当時のペンネームは下総洋平。トレーディングカードゲーム カオスギアのイラストなど下総名義での商業活動もある。1998年に卒業制作でもある『やさしいこどものつくりかた』で、アフタヌーン四季賞春のコンテストにおいて四季大賞を受賞。自画像を女性として描くこともあるが、男性である。

SF作家の伊藤計劃、漫画家の糸杉柾宏は武蔵野美術大学時代の先輩にあたる。

## 作品リスト

### 連載作品
- 『空談師』 講談社〈アフタヌーンKC〉全3巻

クラン同士の対決が繰り広げられるオンラインゲームに、一人の凄腕のプレイヤーが参加した。その頃このボードではクダンと呼ばれる謎の荒らしが出現していた。
- 『ナツノクモ』 小学館〈IKKI COMIX〉全8巻

オンラインゲームの中に作られたカウンセリングのためのグループで現実世界を巻き込んだ事件が発生し、世間の好奇の目にさらされる。グループが消えるまでの3週間、彼等を守るために一人の廃人プレイヤーキラーが雇われた。
- 『百舌谷さん逆上する』 講談社〈アフタヌーンKC〉全10巻

いわゆる「ツンデレ」という概念を「他者への好意を、自己の感情に反した攻撃的な言動で表現してしまう人格障害」と定義し、ツンデレ主人公の悩める日常を描く。
- 『葬送のリミット』 講談社〈アフタヌーンKC〉全3巻
- 『おやすみシェヘラザード』 小学館〈ビッグコミックススペシャル〉全5巻

- 『姫様はおあずけです』 小学館〈裏少年サンデーコミックス〉既刊2巻

### 短編集
- 篠房六郎 『家政婦が黙殺 篠房六郎短編集』 ビブロス〈カラフルコミックスKids〉全1巻 [注 2]

1. 2002年6月5日初版発行 ISBN 4-8352-1352-1

- 篠房六郎 『新装版 家政婦が黙殺 篠房六郎短編集』 講談社〈KCDX〉全1巻 ※上記の新装版

1. 2010年2月23日初版発行 ISBN 978-4-06-375883-2

- 篠房六郎 『篠房六郎短編集 こども生物兵器』 講談社〈アフタヌーンKC〉全1巻

1. 2002年10月23日初版発行 ISBN 4-06-314305-8

アフタヌーン四季賞受賞作を含む短編集。収録作品は以下の3作品。
- やさしいこどものつくりかた：1998年春の四季賞受賞作。『月刊アフタヌーン』1998年6月号に掲載。商業誌デビュー作品。
- 生物兵器鈴木さん：1997年夏の四季賞受賞作。雑誌未掲載作品。
- 空談師：同名の長編作品とは別の短編作品（前後編）。『月刊アフタヌーン』1999年11月号および12月号に掲載。

### 挿絵/イラスト
- きぬたさとし（著）・賀東招二（原案） 『ドラグネット・ミラージュ』 竹書房〈ゼータ文庫〉[2]

1. ドラグネット・ミラージュ 2006年1月20日 ISBN 4-8124-2505-0
2. ドラグネット・ミラージュ2 10万ドルの恋人 2007年3月1日 ISBN 4-8124-3011-9

### アンソロジー
- PCエンタテイメント書籍編集部（編） 『朱 -Aka- アンソロジーコミック』 エンターブレイン〈マジキューコミックス〉2003年8月発行 ISBN 978-4-75-771554-7
- PCエンタテイメント書籍編集部（編） 『痕-きずあと- アンソロジーコミック』 エンターブレイン〈マジキューコミックス〉2003年1月発行 ISBN 978-4-75-771294-2
- 木尾士目 『げんしけん』 第9巻特装版付録同人誌 『PROJECT G2』

1. げんしけん 第9巻特装版 2006年12月22日初版発行 ISBN 978-4-06-364674-0